# Kirchenkreis Berlin Süd-Ost
Der Kirchenkreis Berlin Süd-Ost (bis 31. Mai 2022: Evangelischer Kirchenkreis Lichtenberg-Oberspree) ist einer von zehn Kirchenkreisen der Evangelischen Kirche Berlin-Brandenburg-schlesische Oberlausitz im Sprengel Berlin. Der Kirchenkreis umfasst 24 Gemeinden mit zusammen ca. 66.000 Gemeindegliedern in den Berliner Bezirken Marzahn-Hellersdorf und Treptow-Köpenick und dem Südteil des Bezirks Lichtenberg sowie den an Berlin grenzenden Kommunen Schöneiche bei Berlin, Petershagen/Eggersdorf, Fredersdorf-Vogelsdorf, Neuenhagen bei Berlin und Hoppegarten.

## Geschichte
Der Evangelische Kirchenkreis Lichtenberg-Oberspree entstand im Jahr 1999 durch Fusion der beiden Kirchenkreise Lichtenberg und Oberspree. Der Kirchenkreis Lichtenberg ging 1959 aus der Teilung des Kirchenkreises Berlin-Land I (in Lichtenberg und Weißensee) hervor, der Kirchenkreis Oberspree 1947 aus der Teilung des Kirchenkreises Kölln-Land II (in Neukölln und Oberspree).
Im Frühjahr 2022 beschloss die Kreissynode, den Kirchenkreis zum 1. Juni 2022 in Evangelischer Kirchenkreis Berlin Süd-Ost umzubenennen. Mit dem neuen Namen, so Superintendent Hans-Georg Furian, solle dem inzwischen aus Lichtenberg und Oberspree zusammengewachsenen Kirchenkreis nach innen Identität gegeben und nach außen eine räumliche Erkennbarkeit vermittelt werden.

## Organisation
Das höchste Organ des Kirchenkreises ist die für sechs Jahre gewählte Kreissynode. Sie wählt den Superintendenten, der mit dem Kreiskirchenrat die direkte Dienstaufsicht über die ordinierten Mitarbeiter des Kirchenkreises ausübt, die Gemeinden und kreiskirchlichen Einrichtungen im Rahmen von regelmäßigen Visitationen besucht und berät und die Pfarrerinnen und Pfarrer in ihr Amt einführt. An das Superintendentenamt ist auch ein Predigtauftrag gebunden. Derzeit (Stand Februar 2021) wird das Amt von Hans-Georg Furian wahrgenommen.
Der Kirchenkreis ist der Träger des Kirchlichen Verwaltungsamtes Berlin-Süd-Ost, in dem die Verwaltungsaufgaben des Kirchenkreises und seiner Kirchengemeinden erledigt werden. Er unterhält unter anderem zwei Freizeitheime und eine Fachberatung zur Unterstützung der 18 Kindertagesstätten in Trägerschaft der Kirchengemeinden.

## Kirchengebäude
Folgende Kirchengebäude gehören zum Kirchenkreis Berlin Süd-Ost:
| Kirchengebäude                        | Ort                      | Kirchengemeinde                                      | Bild |
| ------------------------------------- | ------------------------ | ---------------------------------------------------- | ---- |
| Alte Pfarrkirche                      | Berlin-Lichtenberg       | Kirchengemeinde Lichtenberg                          |      |
| Kirche Am Fennpfuhl                   | Berlin-Fennpfuhl         | Kirchengemeinde Lichtenberg                          |      |
| Dorfkirche                            | Berlin-Friedrichsfelde   | Paul-Gerhardt-Kirchengemeinde Lichtenberg            |      |
| Erlöserkirche                         | Berlin-Rummelsburg       | Paul-Gerhardt-Kirchengemeinde Lichtenberg            |      |
| Kirche zur frohen Botschaft           | Berlin-Karlshorst        | Paul-Gerhardt-Kirchengemeinde Lichtenberg            |      |
| Dorfkirche                            | Berlin-Marzahn           | Kirchengemeinde Berlin-Marzahn                       |      |
| Gemeindezentrum Marzahn-Nord          | Berlin-Marzahn           | Kirchengemeinde Berlin-Marzahn/Nord                  |      |
| Gnadenkirche                          | Berlin-Biesdorf          | Versöhnungskirchengemeinde Berlin-Biesdorf           |      |
| Versöhnungskirche                     | Berlin-Biesdorf          | Versöhnungskirchengemeinde Berlin-Biesdorf           |      |
| Gemeindezentrum                       | Berlin-Hellersdorf       | Kirchengemeinde Berlin-Hellersdorf                   |      |
| Dorfkirche                            | Hönow                    | Kirchengemeinde Hönow                                |      |
| Dorfkirche                            | Berlin-Mahlsdorf         | Kirchengemeinde Mahlsdorf                            |      |
| Kreuzkirche                           | Berlin-Mahlsdorf         | Kirchengemeinde Mahlsdorf                            |      |
| Theodor-Fliedner-Heim                 | Berlin-Mahlsdorf         | Kirchengemeinde Mahlsdorf                            |      |
| Jesuskirche                           | Berlin-Kaulsdorf         | Kirchengemeinde Berlin-Kaulsdorf                     |      |
| Kirche Neuenhagen-Nord                | Neuenhagen bei Berlin    | Verheißungskirchengemeinde Neuenhagen-Dahlwitz       |      |
| Kirche Neuenhagen-Süd                 | Bollensdorf              | Verheißungskirchengemeinde Neuenhagen-Dahlwitz       |      |
| Kirche Dahlwitz                       | Dahlwitz-Hoppegarten     | Verheißungskirchengemeinde Neuenhagen-Dahlwitz       |      |
| Peterskirche                          | Petershagen(/Eggersdorf) | Kirchengemeinde Mühlenfließ                          |      |
| Dorfkirche                            | (Petershagen/)Eggersdorf | Kirchengemeinde Mühlenfließ                          |      |
| Dorfkirche                            | Fredersdorf(-Vogelsdorf) | Kirchengemeinde Mühlenfließ                          |      |
| Dorfkirche                            | (Fredersdorf-)Vogelsdorf | Kirchengemeinde Mühlenfließ                          |      |
| Kirche Zum Vaterhaus                  | Berlin-Baumschulenweg    | Kirchengemeinde Berlin-Baumschulenweg                |      |
| Kirche                                | Berlin-Johannisthal      | Kirchengemeinde Berlin-Johannisthal                  |      |
| Friedenskirche                        | Berlin-Niederschöneweide | Kirchengemeinde Berlin-Niederschöneweide             |      |
| Christuskirche                        | Berlin-Oberschöneweide   | Kirchengemeinde Berlin-Oberschöneweide               |      |
| Bekenntniskirche                      | Berlin-Alt-Treptow       | Kirchengemeinde Berlin-Treptow                       |      |
| Verklärungskirche                     | Berlin-Adlershof         | Kirchengemeinde Berlin-Adlershof                     |      |
| Pfarrkirche                           | Berlin-Altglienicke      | Kirchengemeinde Altglienicke                         |      |
| Dorfkirche                            | Berlin-Bohnsdorf         | Kirchengemeinde Bohnsdorf-Grünau                     |      |
| Paul-Gerhardt-Kirche                  | Berlin-Falkenhorst       | Kirchengemeinde Bohnsdorf-Grünau                     |      |
| Friedenskirche                        | Berlin-Grünau            | Kirchengemeinde Bohnsdorf-Grünau                     |      |
| Stadtkirche St. Laurentius            | Berlin-Köpenick          | Stadtkirchengemeinde Berlin-Köpenick                 |      |
| Nikolaikapelle                        | Berlin-Köpenick          | Stadtkirchengemeinde Berlin-Köpenick                 |      |
| Werner-Sylten-Kapelle                 | Berlin-Altglienicke      | Stadtkirchengemeinde Berlin-Köpenick                 |      |
| Martin-Luther-Kapelle                 | Berlin-Uhlenhorst        | Stadtkirchengemeinde Berlin-Köpenick                 |      |
| Dorfkirche                            | Berlin-Müggelheim        | Kirchengemeinde Berlin-Müggelheim                    |      |
| Christopheruskirche                   | Berlin-Friedrichshagen   | Kirchengemeinde Berlin-Friedrichshagen               |      |
| Dorfkirche                            | Berlin-Rahnsdorf         | Kirchengemeinde Rahnsdorf/Wilhelmshagen/Hessenwinkel |      |
| Taborkirche                           | Berlin-Wilhelmshagen     | Kirchengemeinde Rahnsdorf/Wilhelmshagen/Hessenwinkel |      |
| Waldkapelle Zum anklopfenden Christus | Berlin-Hessenwinkel      | Kirchengemeinde Rahnsdorf/Wilhelmshagen/Hessenwinkel |      |
| Dorfkirche                            | Kleinschönebeck          | Kirchengemeinde Schöneiche                           |      |
| Schlosskirche                         | Schöneiche bei Berlin    | Kirchengemeinde Schöneiche                           |      |
| Dorfkirche                            | Münchehofe               | Kirchengemeinde Schöneiche                           |      |
| Kapelle                               | Fichtenau                | Kirchengemeinde Schöneiche                           |      |